# 諾泰奇河畔納克沃

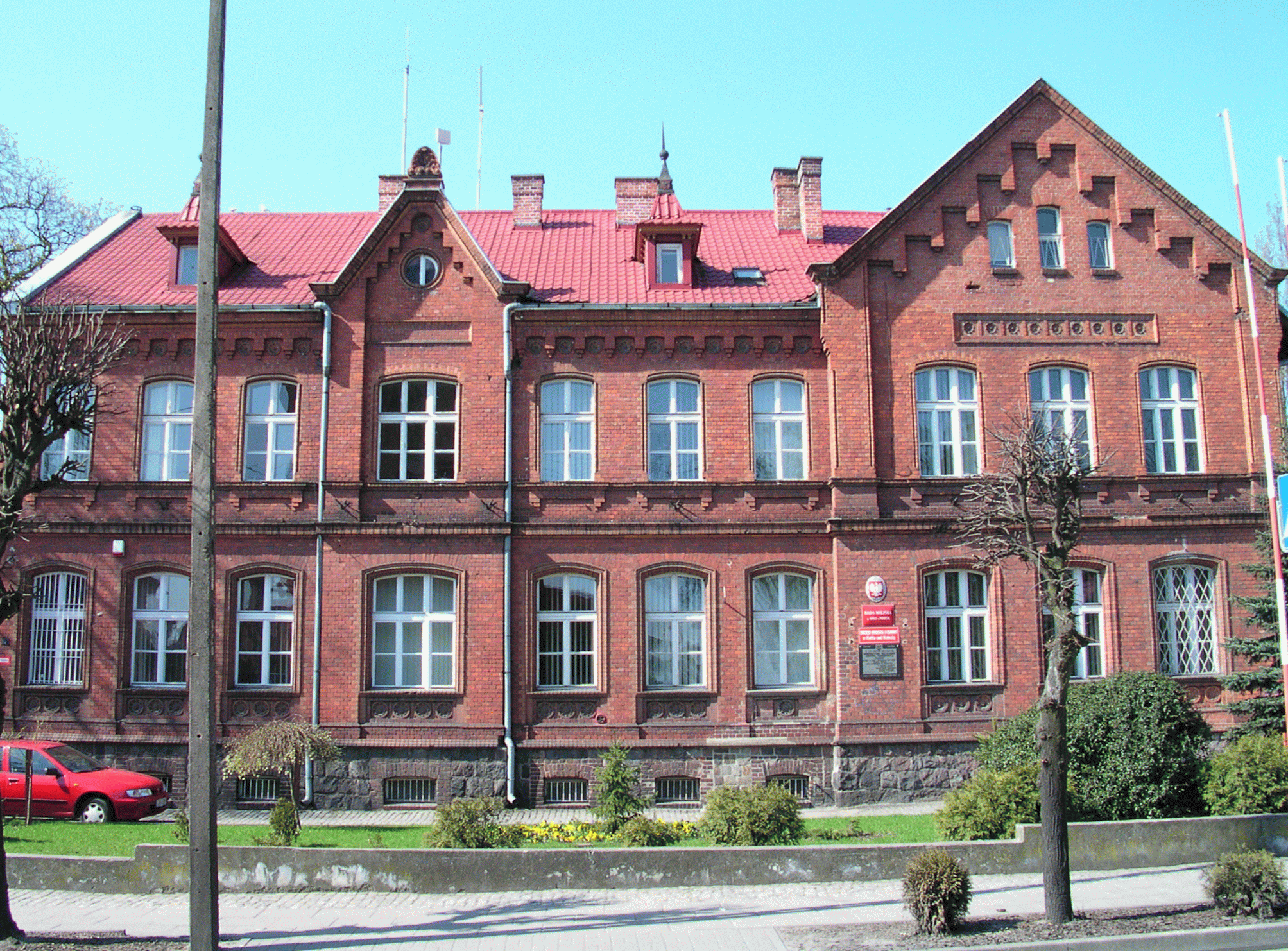

諾泰奇河畔納克沃（[ˈnakwɔ ˌnad nɔˈtɛt͡ɕɔ̃]）是波蘭的城鎮，位於該國西北部庫亞維-波美拉尼亞省，面積10.82平方公里，2024年人口17,002。
第二次世界大戰期間，納粹德國在1939年至1945年期間佔領該鎮。